# Ришар (Бретан)
Ришар дьо Бретан (на френски: Richard d'Étampes; * 1395, † 2 юни 1438, Шато дьо Клисон, Франция) е граф на Вертю, Етамп и Мант.

## Произход и семейни връзки
Той е син, осмо дете и най-малък син, на Жан IV, херцог на Бретан, и третата му съпруга, Жана Наварска. Баща му е прапраправнук на Пиер I Моклерк дьо Дрьо, херцог на Бретан, който от своя страна е праправнук на френския крал Луи VI . Това прави Ришар член на династията на Капетингите. Той също така е прапраправнук на крал Хенри III от Англия, чрез неговата прапрабаба, Беатрис от Англия. Това показва политическите и брачни съюзи между кралете на Англия и херцогскската династия на Бретан.
Ришар има много сложни семейни връзки с френския и с английския крал. Майка му Жана се жени за крал Хенри IV и става кралица на Англия. Полубратът на Ришар, синът и наследник на Хенри IV, крал Хенри V, предявява претенции за френския трон и подновява Стогодишната война. Той се жени за братовчедка по бащина линия на съпругата на Ришар, Катрин от Валоа. Неговият доведен племенник, крал Хенри VI от Англия, наследява своя дядо и чичо на съпругата на Ришар, Шарл VI, на френския трон; така той е съперник на дофина Шарл. По стечение на обстоятелствата съпругата на Хенри, Маргьорит Анжуйска, е доведена дъщеря на Жана дьо Лавал, която е внучка на брата на Ришар, Жан VI Мъдри, херцог на Бретан.
Ришар също е в далечно родство с рода Дьо Куртене, който също произлиза от Луи VI чрез по-малкия си син, Пиер I дьо Куртене.

## Брак и деца
Ришар сключва брак през 1423 година с Маргарита Орлеанска, графиня на Вертю, дъщеря на Луи I дьо Валоа, херцог на Орлеан; техният син Франсоа II става последният херцог на Бретан, а внучка им – херцогиня Анна Бретанска е два пъти кралица на Франция.
е имат децата:
- Мария (* 1424, †1477), игуменка на Фонтевро
- Изабела (* 1426, † 1438)
- Катерина (* 1428, † пр. 1476), съпруга на Гийом VII дьо Шалон-Арле, принц на Оранж
- момче (*/† 1436)
- Маргарита (* 1437, † пр. 1466), монахиня
- Франсоа II дьо Дрьо (на френски: François II, на бретонски: Frañsez II; * 23 юни 1433, замък на Клисон, † 9 септември 1488, замък на Куерон) е херцог на Бретан, граф на Монфор-Л’Амори и граф на Ричмънд от 1458 г., господар на Гудан, Шатор, Клисон и Есар, граф д’Етам (1438 – 1478), граф дьо Вертю от Дом дьо Дрьо-Дом Монфор-л’Амори.[1][2]
- Мадалена († 1461), монахиня.